# Azium
 (février 2015).

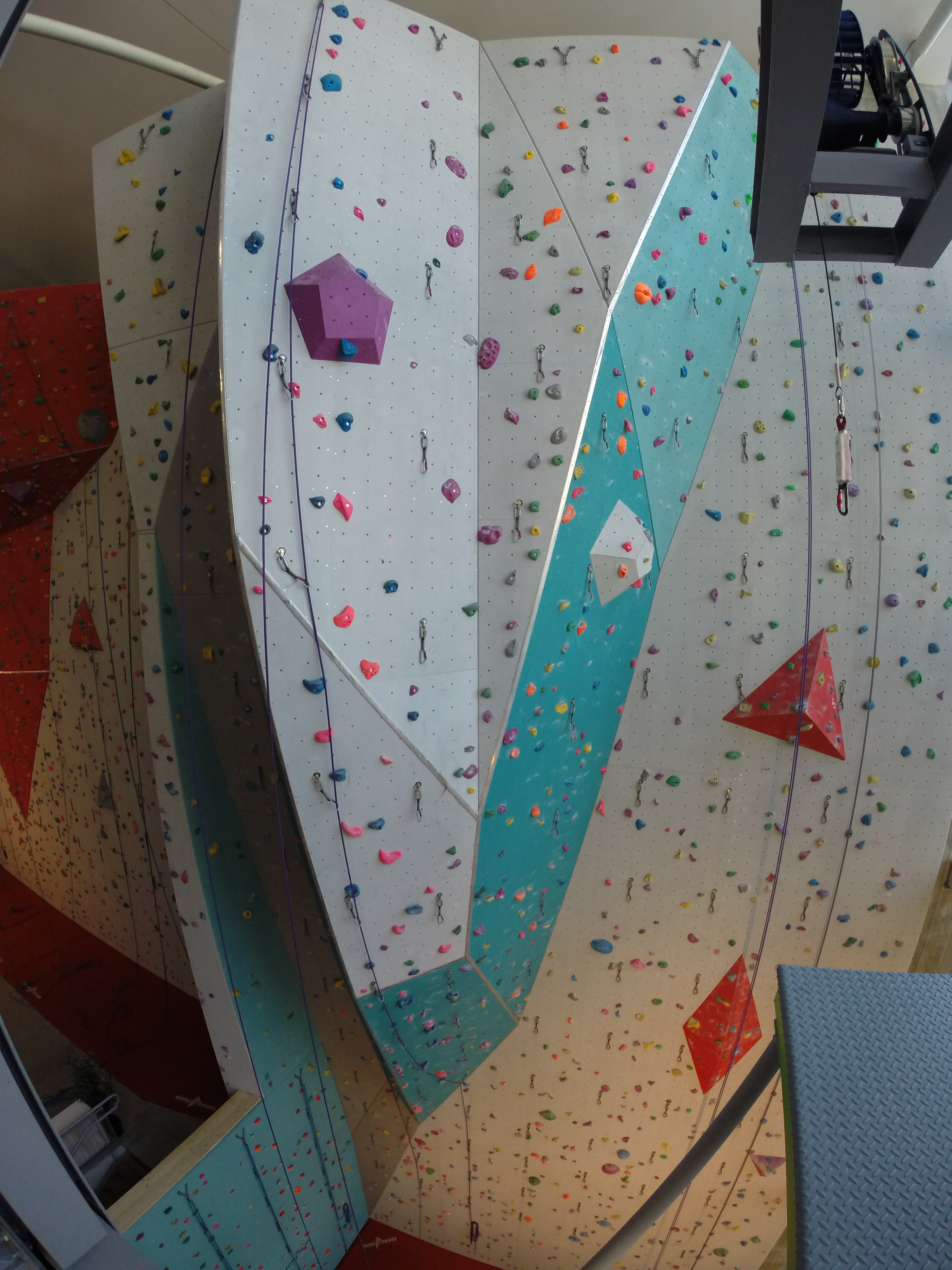
Le mur d'Azium à Lyon : le plus haut mur d'escalade Indoor de France avec 22 mètres.

Azium est un complexe sportif situé à Lyon, dans le quartier de la Confluence. Son mur d’escalade en salle est un des plus hauts de France. 

## Caractéristiques
Azium est situé dans le centre commercial de la Confluence, il est muni d’une façade vitrée permettant aux grimpeurs d’observer les passants, et vice versa. Le mur d’escalade culmine à 22 mètres,. Il est moins haut de 7 mètres par rapport au plus haut mur indoor du monde : le Kiipeilyareena à Helsinki en Finlande avec 29 mètres,. Il s’agissait du plus haut mur indoor de France jusqu’à l’ouverture du Climbing Mulhouse Center en Alsace en 2020.
La SAE d'Azium date d'avril 2012 et a été réalisée par Entre-Prises et son système constructif Mozaïk dont l'ossature structurelle ainsi que les panneaux sont en bois.

## Historique
En 2014, Azium a accueilli la première édition de La Rentrée de l'Escalade, un événement qui s’appuie sur la transmission de la passion pour l’escalade, le plaisir d’apprendre, la création d’un temps de partage et le désir de favoriser les expériences enrichissantes. Cet événement vise à démocratiser l'escalade et la rendre accessible au plus grand nombre. De nombreux professionnels du secteur étaient présents sur cet événement. À l'occasion de la Rentrée de l'Escalade, les organisateurs ont complété le dispositif par le challenge Everest dont l’objectif était de réaliser 402 montées sur ce mur de 22 m. Pour chaque montée réalisée, 1 € a été reversé à l’Association Sport dans la Ville. Lors de cette édition, c'est Bertrand Roche allias « Zeb » qui était le parrain du challenge Everest et c'est Sébastien Bouin qui a réalisé les démonstrations.
En 2020, la salle est rachetée par Climb Up dans le cadre de sa stratégie de développement. Un accident mortel, lié au non-respect des règles de sécurité (assurage) y a lieu en novembre 2024.